# Tickell Head
Tickell Head är en udde i Antarktis. Den ligger på ön Coronation Island i Sydorkneyöarna. Argentina och Storbritannien gör anspråk på området. 
Terrängen inåt land är huvudsakligen kuperad, men österut är den bergig. Havet är nära Tickell Head åt nordväst. Trakten är obefolkad. Det finns inga samhällen i närheten.